# 병오박해
병오박해(丙午迫害)란 1846년(헌종 12) 6월 5일부터 9월 20일까지 일어난 천주교 박해이다. 교회사 최초의 한국인 천주교 사제인 김대건 신부를 처형하였다.

## 배경
교황 그레고리오 16세(재위 1831~46년)가 1831년 9월 9일 천주교 조선대목구를 설정한 이후, 파리 외방전교회 선교사 피에르 모방 신부가 정하상을 비롯한 교우들의 보호를 받으며 입국했다.(1836년 1월 12일 (1835년 음력 11월 24일)) 모방 신부에 이어서, 조선교구장으로서 파리 외방전교회의 로랑마리조제프 앵베르 주교가 입국(1836년 4월)하였고, 또한 파리 외방전교회의 자크 샤스탕 신부가 입국(1836년 말)하였다. 이들 파리 외방전교회 출신의 선교사들은 선교하는 지역의 사람에게 신학을 가르쳐서 성직자로 키우는 파리 외방전교회 전통에 따라, 김대건·최양업·최방제를 마카오 신학교에 보내서 공부하도록 하였다.(1836년 12월) 1845년 상해 김가항 성당에서 사제서품을 받음으로써 한국교회 처음의 천주교 사제가 된 김대건 신부는 페레올 주교의 지시에 따라, 1846년에는 만주에 머물고 있던 메스트르신부 등의 입국을 돕기 위해 서해안에서 길을 탐색한 바 있다. 김대건 신부는 이 활동을 하던 중에 6월 5일 서해안 순위도(巡威島)에서 관장과 사소한 시비가 벌어져 신분이 탄로나는 바람에 체포되었다. 김대건 신부는 1846년 9월 16일 한성 새남터에서 신앙을 고백하고 군문효수형으로 처형되었는데, 조선왕조실록에 따르면 천주교 신자이기 때문에 순교한 것이다. 프랑스 해군의 장바티스트 세실 제독은 김대건을 구하기 위해 조선으로 항해해 왔으나, 김대건이 순교하기 전까지 조선에 도착하지 못하였다.

## 순교자 명단
| 번호 | 이름 및 세례명    | 신분        | 순교일 및 순교 동기         |
| ---- | ----------------- | ----------- | --------------------------- |
| 1    | 김대건 안드레아   | 신부        | 1846년 9월 16일 군문 효수형 |
| 72   | 현석문 가롤로     | 회장        | 1846년 9월 19일 군문 교수형 |
| 73   | 남경문 베드로     | 회장        | 1846년 9월 20일 교수형      |
| 74   | 한이형 라우렌시오 | 회장        | 1846년 9월 20일 교수형      |
| 75   | 우술임 수산나     | 과부        | 1846년 9월 20일 교수형      |
| 76   | 임치백 요셉       | 포졸        | 1846년 9월 20일 교수형      |
| 77   | 김임이 데레사     | 동정 순교자 | 1846년 9월 20일 교수형      |
| 78   | 이간난 아가타     | 동정 순교자 | 1846년 9월 20일 교수형      |
| 79   | 정철염 가타리나   | 부인        | 1846년 9월 20일 교수형      |